# Djiguiya De Koloni
Djiguiya De Koloni is een gemeente (commune) in de regio Sikasso in Mali. De gemeente telt 6900 inwoners (2009).